# Église Saint-Jacques de Clacy-et-Thierret
L'église Saint-Jacques de Clacy-et-Thierret est une église située à Clacy-et-Thierret, en France.

## Description
Dans une monographie de village de 1888 dont l'auteur est anonyme, l'église Saint-Jacques est décrite avec précision .

## Localisation
L'église est située sur la commune de Clacy-et-Thierret, dans le département de l'Aisne.